# Соболев, Василий Захарович
Василий Захарович Соболев (1895—1928) — революционер, большевик, один из руководителей установления Советской власти в Смоленской губернии.

## Биография
Василий Соболев родился 29 января 1895 года в Смоленске. Учился в Смоленской мужской классической гимназии (ныне — Смоленская гимназия имени Н. М. Пржевальского). С 1912 года принимал активное участие в нелегальной работе. Член РСДРП(б) с 1913 года. Руководил марксистским кружком, выпускал подпольные рукописные газеты и журнал «Предвестник». Осенью 1915 года поступил на учёбу в Московский университет на юридический факультет, однако был отчислен за участие в революционных организациях. После этого Соболев возвратился в Смоленск.
В декабре 1915 года Соболев стал секретарём общегородской смоленской больничной кассы, под прикрытием которой действовало смоленское отделения РСДРП(б). 6 января 1917 года за революционную деятельность был арестован, однако уже 3 марта, в дни Февральской революции, Соболев был освобождён. Когда 7 апреля 1917 года был создан Смоленский губернский комитет РСДРП(б), Соболев стал его первым председателем. С того же времени Соболев входил в губернский Совет солдатских и рабочих депутатов, выступал против политики Временного правительства. Когда генерал Корнилов поднял мятеж, Соболев вошёл в состав революционного комитета по борьбе с контрреволюцией. В августе 1917 года он стал гласным Смоленской городской думы. Именно Соболев возглавлял в октябре 1917 года Смоленский губернский военно-революционный комитет, однако принимать непосредственного участия в вооружённом выступлении этой организации не пришлось.
С января 1918 года Соболев был секретарём Смоленского губернского комитета РКП(б), одновременно занимал должность заместителя председателя Смоленского Совета. Когда в Смоленск из Минска переехал Северо-Западный областной комитет РСДРП и исполнительный комитет Советов Западной области, Соболев также вошёл в их состав. Когда Смоленская губерния была восстановлена, а вышеупомянутые организации покинули Смоленск, Соболев стал главой революционного комитета Совета рабочих, солдатских и крестьянских депутатов. С 1918 по 1920 год возглавлял Смоленский губернский совет профсоюзов. С 1920 года проживал и работал в Москве. Был сотрудником Народного комиссариата труда СССР. Умер 17 июля 1928 года от болезни, похоронен в парке «Лопатинский сад» неподалёку от памятника Героям 1812 года.
В честь Соболева названа улица в Смоленске, на здании гимназии, где он учился, установлена мемориальная доска.